# Народы Кавказа

Этнолингвистическая карта Кавказского региона

Наро́ды Кавка́за — различные этнические группы, населяющие Кавказ (Северный и/или Южный). В регионе проживают от 50 до 62 этнических групп.

## Народы, говорящие на кавказских языках
Кавказские языки — условное название языков Кавказа, не входящих ни в одну из известных языковых семей, распространённых за пределами Кавказа (например, индоевропейскую). Кавказские языки принято разделять на две группы: северокавказскую и картвельскую.

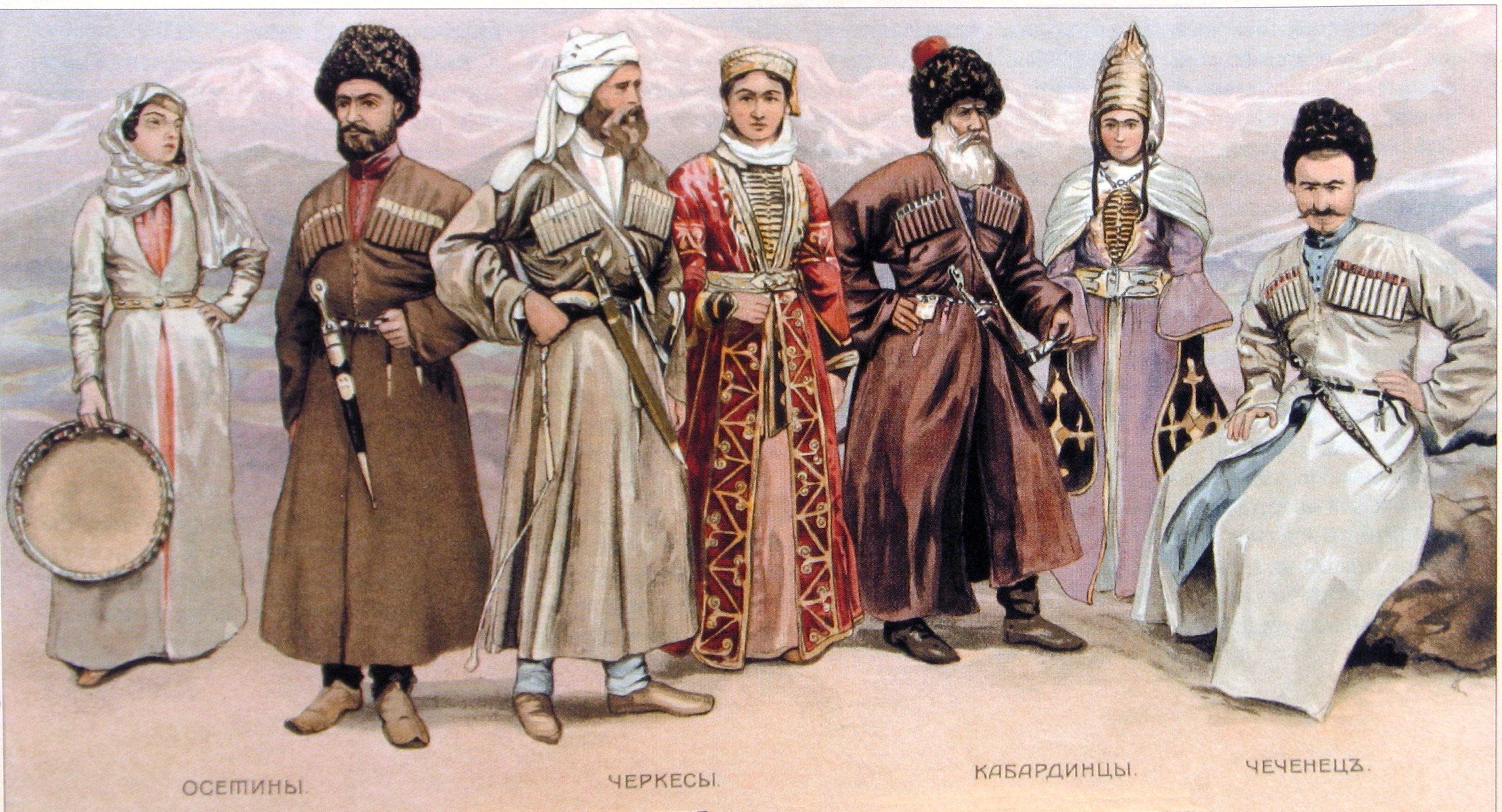
Народы Северного Кавказа в традиционных одеждах XIX века. Хромолитография

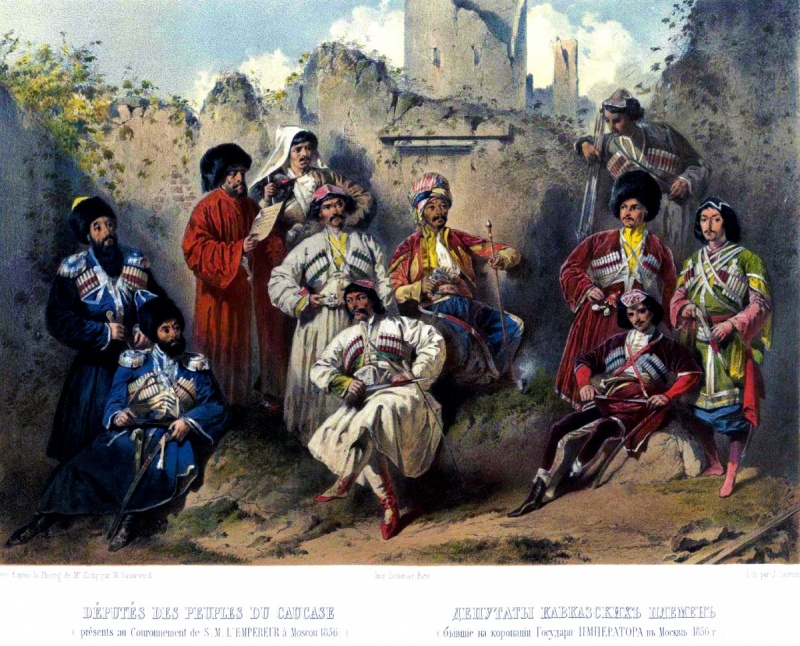
Депутаты кавказских племен, бывшие на коронации императора Александра II в 1856 г.

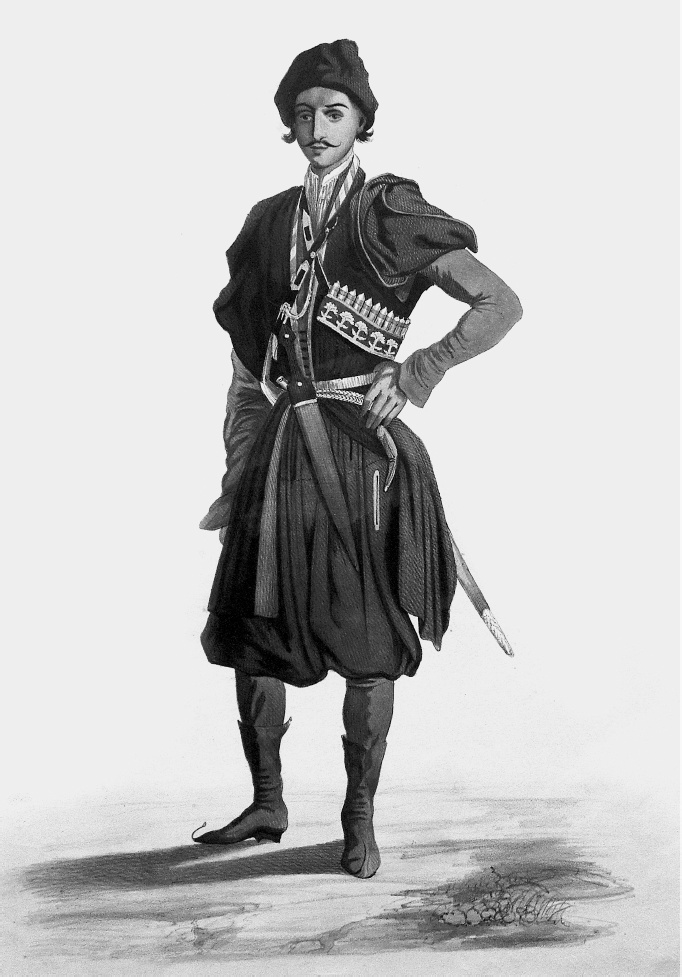
Джарский аварец. Г. Гагарин

- Народы северо-кавказской языковой группы:
  - Дагестанские народы:
    - Дагестанцы:
      - Аварцы
      - Агулы
      - Андийцы
      - Арчинцы
      - Ахвахцы
      - Багулалы
      - Бежтинцы
      - Ботлихцы
      - Будухи
      - Гинухцы
      - Годоберинцы
      - Гунзибцы
      - Даргинцы
      - Дидойцы
      - Кайтагцы
      - Каратинцы
      - Крызы
      - Кубачинцы
      - Лакцы
      - Лезгины
      - Рутульцы
      - Табасараны
      - Тиндинцы
      - Удины
      - Хваршины
      - Хиналугцы
      - Чамалинцы
      - Цахуры

  - Дагестанцы Нахские народы:
    - Вайнахи:
      - Бацбийцы
      - Ингуши
      - Чеченцы
        - Аккинцы
        - Кистинцы

  - Абхазо-адыгские народы:
    - Абазины
    - Абхазы
    - Адыги
      - Адыгейцы
      - Кабардинцы
      - Черкесы
      - Шапсуги

    - Убыхи
- Картвельские народы:
  - Грузины
    - Сваны
    - Мегрелы
    - Лазы

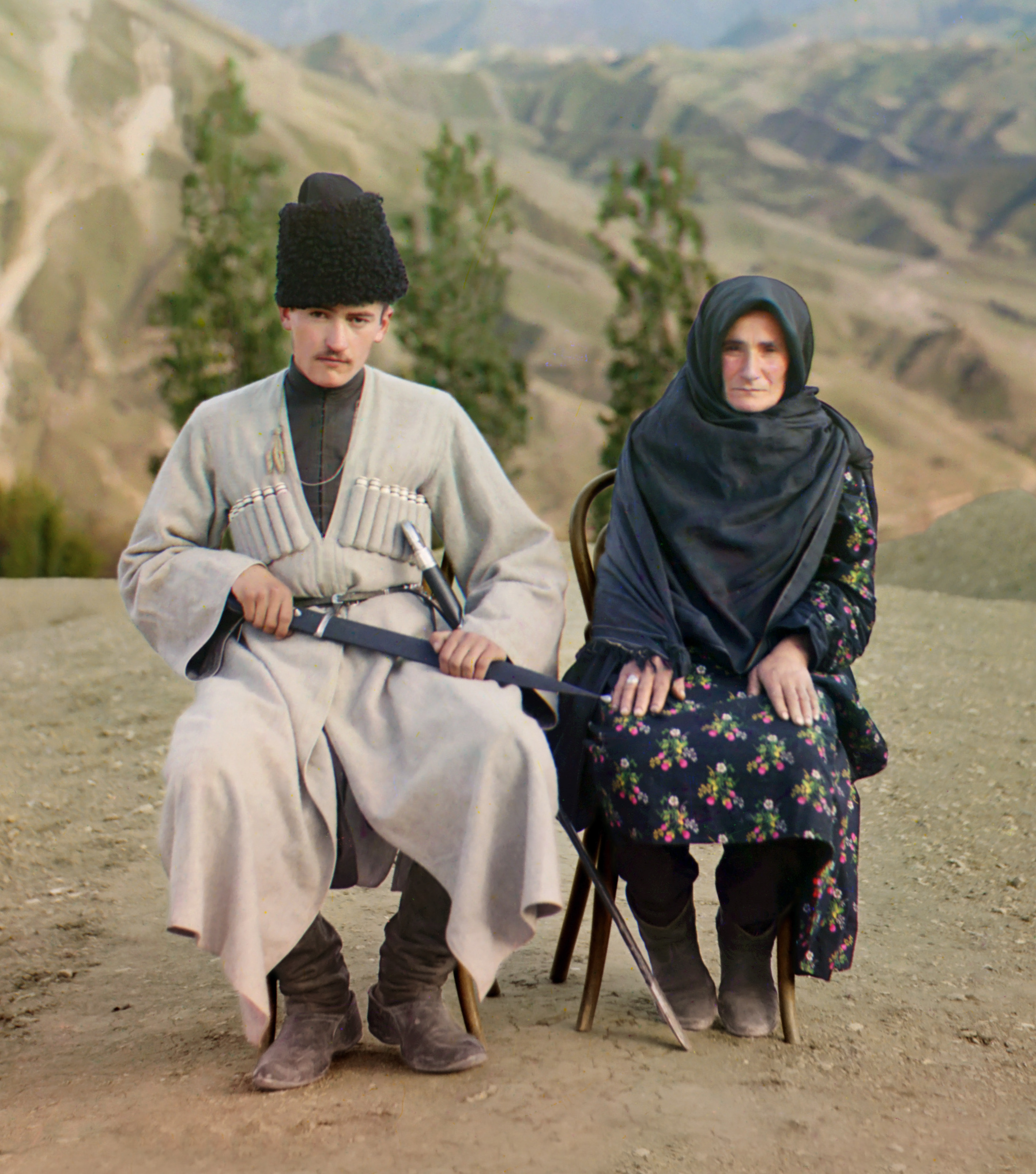
Дагестанцы

Крупнейшими народами, говорящими на кавказских языках и проживающими в настоящее время на Кавказе, являются грузины (3,5 млн), чеченцы (1,7 млн в России, из них 1,5 млн — в Чеченской Республике), аварцы (912,090 в России, из них 850 011 — в Дагестане), лезгины (473,722 в России и от 180 300 до 364 000 в Азербайджане), даргинцы (589 386 в России, из них 560,8 тыс. — на Северном Кавказе) и черкесы кабардинского племени (516 826 в России, из них 490 453 — в Кабардино-Балкарии), в то время как за пределами Кавказа наиболее крупной является черкесская диаспора (ок. 3-4 млн), проживающая более чем в 40 странах мира. Из всех перечисленных народов только грузины имеют своё бесспорно независимое государство. Независимый статус Абхазии является спорным и дискуссионным (республику признали только РФ, Никарагуа, Венесуэла, Науру и Сирия). Из других народов имеют свои республики в составе России: адыгейцы (являющиеся черкесами) (Адыгея), карачаевцы и черкесы (Карачаево-Черкесия), балкарцы и черкесы кабардинского племени (Кабардино-Балкария), ингуши (Ингушетия), чеченцы (Чечня), в то время как остальные народы Северного Кавказа в основном живут в Дагестане, Северной Осетии.
Грузинские евреи — этнолингвистическая группа евреев, проживающих в Грузии (в том числе в Южной Осетии). В основном грузинские евреи говорят на грузинском языке, в качестве письменного также используют грузинский алфавит. Среди торговцев сложился жаргон киврули, являвшийся смесью грузинского языка и иврита.

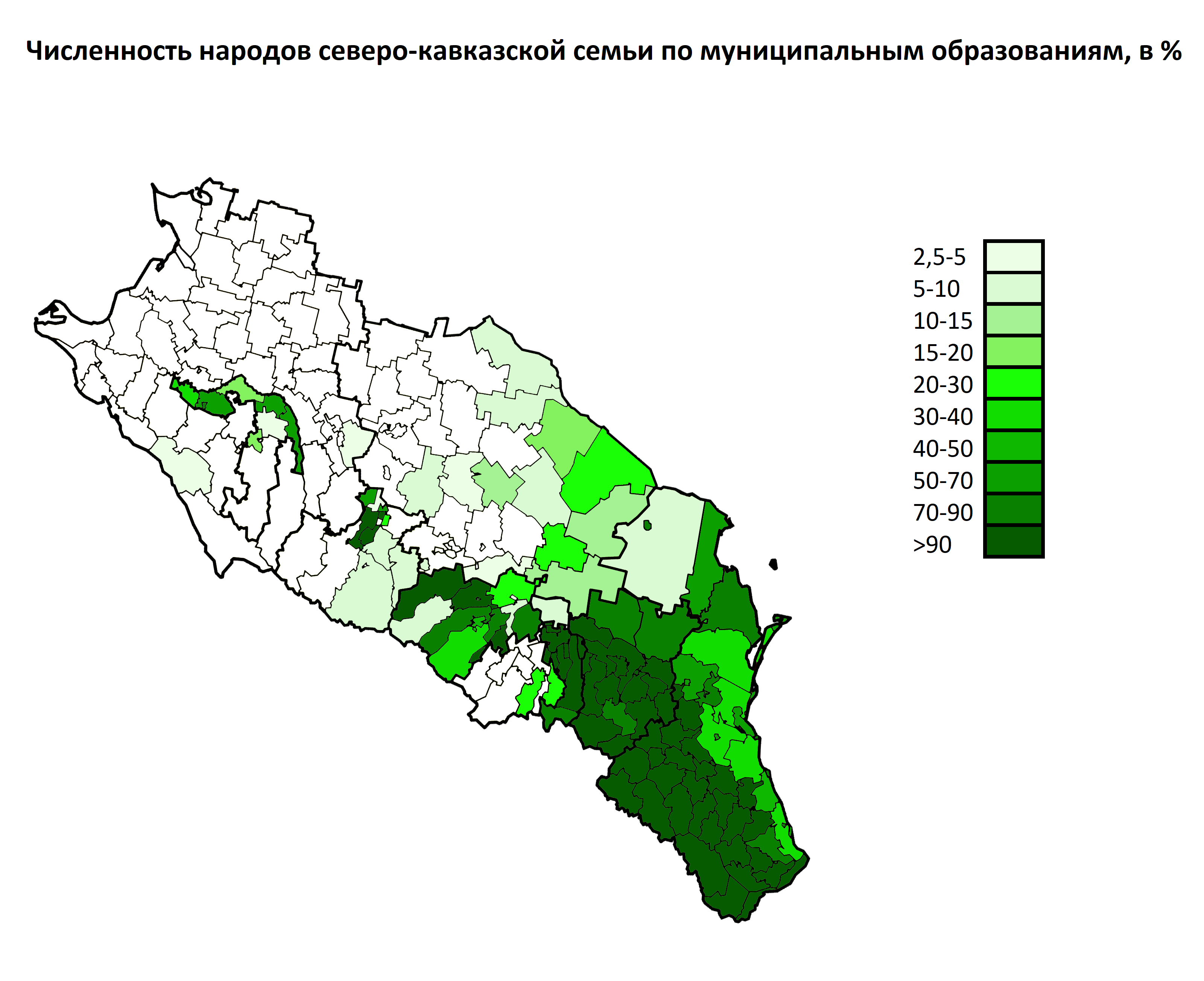
Численность народов северо-кавказской семьи на Северном Кавказе по муниципальным образованиям по данным переписи 2010 г.

## Тюркские народы

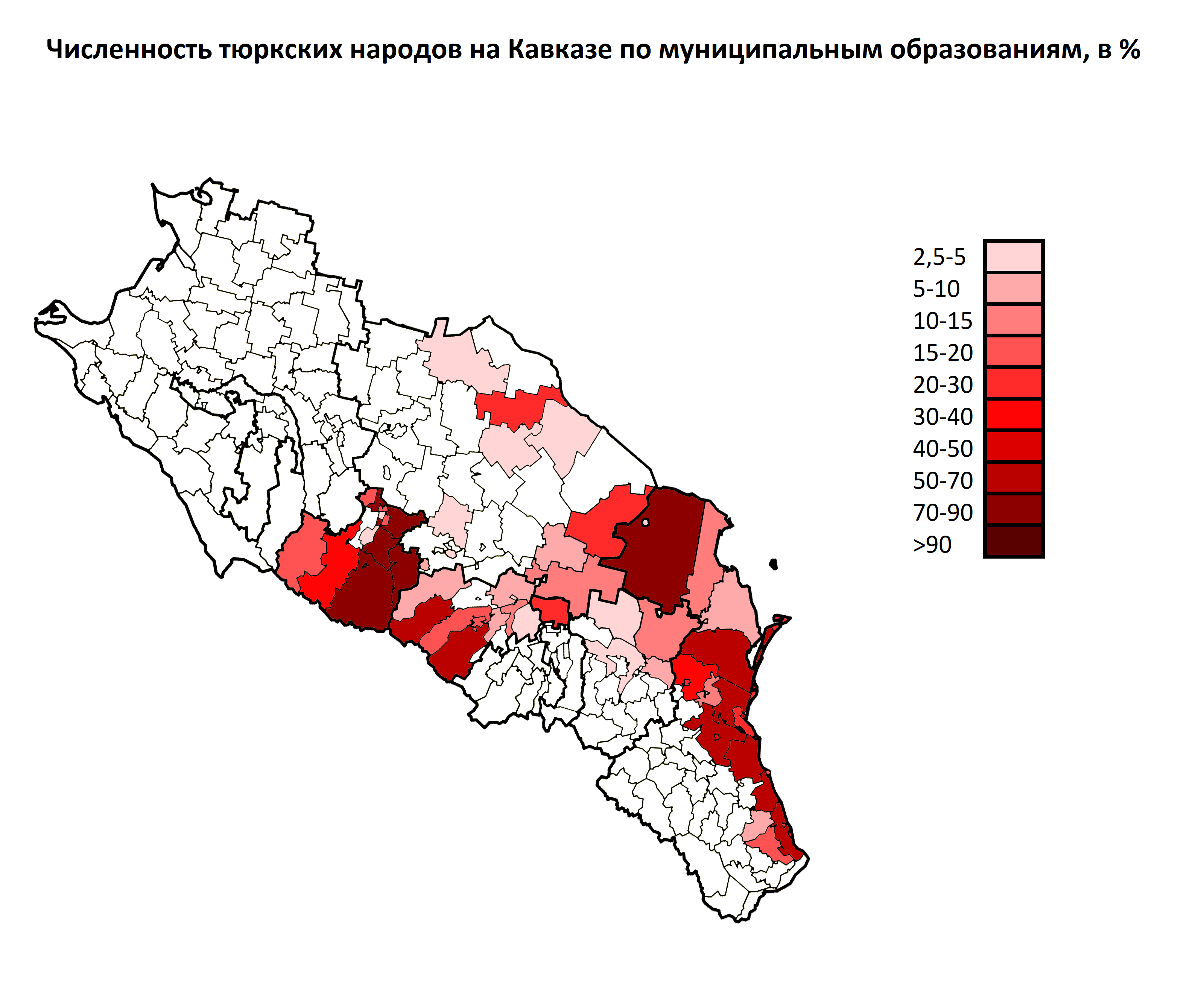
Численность тюркских народов на Северном Кавказе по муниципальным образованиям по данным переписи 2010 г.

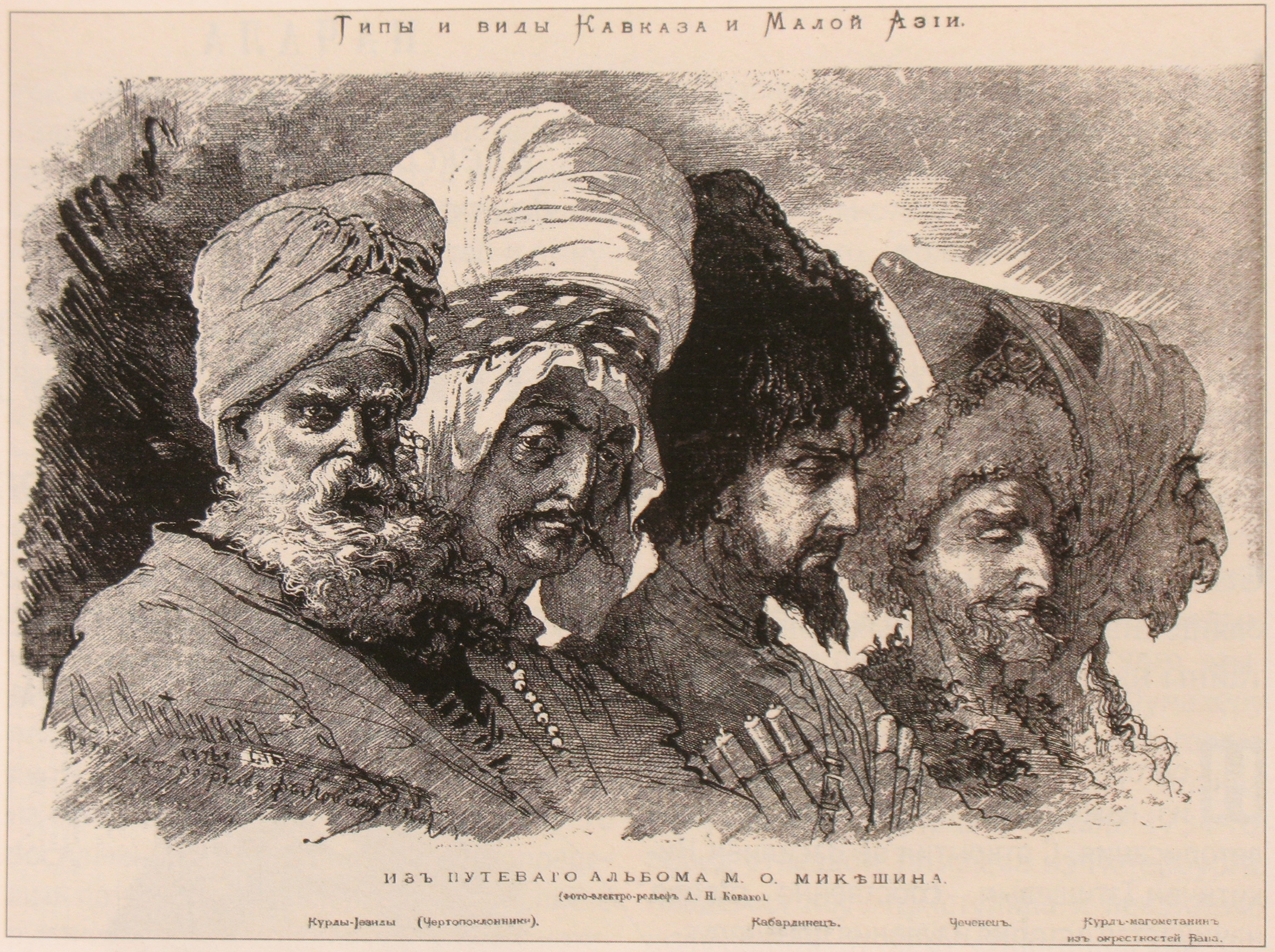
М. Микешин. «Типы и виды Кавказа и Малой Азии». Слева направо: курды-езиды, кабардинец, чеченец, курд-магометанин из окрестностей Вана. 1876

Народы, населяющие Кавказ, говорящие на языках, принадлежащих к тюркской семье:
- Азербайджанцы
- Балкарцы
- Карачаевцы
- Кумыки
- Ногайцы
- Трухмены
- Турки-месхетинцы

Самым крупным тюркоязычным народом Кавказа являются азербайджанцы (ок 10 млн.), живущие в основном в Азербайджане, Дагестане и Грузии (регион Квемо-Картли). До 1988—1991 годы азербайджанцы проживали также в Армении. За пределами Кавказа проживают, по разным оценкам, от 20 млн до 30 млн азербайджанцев, значительная община азербайджанцев есть в Иране где они составляют около 22 % от населения страны. Из других тюркоязычных народов, проживающих на Кавказе, свои автономные республики в составе РФ имеют карачаевцы (Карачаево-Черкесия) и балкарцы (Кабардино-Балкария). Другими тюркоязычными народами Кавказа являются кумыки, ногайцы, турки-месхетинцы, трухмены.

## Народы, говорящие на индоевропейских языках
Народами Кавказа, говорящими на языках, принадлежащих к индоевропейской семье, являются:
- Армянская группа: армяне

- Иранская группа:
  - Осетины
  - Талыши
  - Курды
    - Езиды

  - Таты
  - Горские евреи
- Славянская группа:
  - Русские
    - Казаки

  - Украинцы
  - Белорусы
- Греческая группа:
  - Понтийские греки
- Германская группа:
  - Немцы

Численность армян в Армении — около 3 млн, за пределами же страны проживают около 8 млн армян (см. Армянская диаспора). До 2023 года армяне составляли абсолютное большинство населения в Нагорном Карабахе, также проживают в Грузии (регионы Самцхе-Джавахетия, Аджария а также в столице, Тбилиси), Северном Кавказе (Россия) и Абхазии (де-факто независимое государство, де-юре часть Грузии), где составляют по разным оценкам от 20 до 30 % населения. До начала Карабахского конфликта значительная армянская община существовала также в Азербайджане (Баку, Гяндже, Сумгаит, Мингечевир, Барда).
Осетины в основном живут в Северной-Осетии (автономия в составе РФ) и Южной Осетии (де-факто независимое государство, де-юре часть Грузии), в Кабардино-Балкарии, Карачаево-Черкессии.
Езиды проживают на западе Армении, в основном в Арагацотнской области.
Греки проживают в основном в Краснодарском, Ставропольском крае, севере Армении и в Грузии, Абхазии, Северной Осетии.
Русские в основном живут в российском Северном Кавказе, наибольшая концентрация русского населения сосредоточена в Ставропольском и Краснодарском краях, а также в Адыгее, Карачаево-Черкесии и Северной Осетии. Казаки (кубанские и терские) живут в основном на своих исторических землях, а именно кубанские в Краснодарском крае и западных станицах Ставропольского края. Терские же в основном проживают вдоль рек Терек, Сунжа, Асса, Кура, Малка, Кума, Подкумок на Северном Кавказе. Особая этнографическая группа русских, — молокане, — проживают в основном в своих селениях в Армении (Фиолетово, Чамбарак, Лермонтово), Грузии (Давитиани, Ульяновка, Сатапле), Азербайджане (Ивановка, Новосаратовка, Чухурюрд, Новоивановка) а также в Ставропольском крае России.
Талыши проживают в основном на юге Азербайджана, в регионе Талыш. Их численность в Азербайджане составляет по разным данным от 112,000 (перепись 2009) до 800—900 тысяч человек. За пределами Кавказа значительная талышская община существует в Иране.
Горские евреи в основном живут в России и Азербайджане. В России по данным переписи 2010 года проживают 762 горских еврея, в целом же численность евреев в России составляет почти 157 тысяч человек. Согласно же оценкам общины горских евреев в России, их численность намного выше, так по этим оценкам только в Москве проживают не менее 30 000, а в городе Пятигорск (Ставропольский край) от 8 до 11 тысяч горских евреев. Не исключено что многие горские евреи указали свою национальность во время переписи как просто евреи. В Азербайджане, согласно оценке данной депутатом Милли Меджлиса (парламент Азербайджана) Евдой Абрамовым, проживают 20 тысяч горских евреев, притом что по официальным данным переписи 2009 года в Азербайджане численность евреев (горских, ашкеназов и других) составляет всего 9,1 тыс. человек.

## Народы, говорящие на семитских языках
- Ассирийцы — в основном живут в Армении (от 3 409[16] до 7000[17]), Грузии (3.3 тыс.)[18] и южных регионах России (11,084)[3].

## Численность народов Кавказа
Численность и совокупный прирост некоторых народов Закавказья по данным переписи населения в 1897 году и оценках количества и процентуальной представленности народов на основе последних переписей населения в странах Закавказья (в том числе не признанных и частично признанных).

## Генетика
Распределение частот гаплогрупп хромосомы Y в лингвистико-географических регионах Кавказа
| Регион                                 | G2    | J2    | J1    | R1b3  | R1а1  | 1     | Е1b1b1-М35 | N     | Т     | I     | О     | Other |
| -------------------------------------- | ----- | ----- | ----- | ----- | ----- | ----- | ---------- | ----- | ----- | ----- | ----- | ----- |
| Весь Кавказ                            | 0,45  | 0,204 | 0,18  | 0,065 | 0,060 | 0,02  | 0,009      | 0,005 | 0,004 | 0,002 | 0,001 | 0     |
| Западный Кавказ                        | 0,591 | 0,147 | 0,03  | 0,055 | 0,122 | 0,018 | 0,024      | 0,007 | 0,006 | 0     | 0     | 0     |
| Центральный Кавказ                     | 0,709 | 0,163 | 0,026 | 0,073 | 0,006 | 0,014 | 0,003      | 0,003 | 0,003 | 0     | 0     | 0     |
| Нахская группа Восточного Кавказа      | 0,044 | 0,646 | 0,193 | 0,012 | 0,046 | 0,054 | 0          | 0,003 | 0     | 0,002 | 0     | 0     |
| Дагестанская группа Восточного Кавказа | 0,058 | 0,25  | 0,716 | 0,106 | 0,063 | 0,008 | 0          | 0,006 | 0,005 | 0,007 | 0,006 | 0     |
| Восточный Кавказ (суммарно)            | 0,052 | 0,301 | 0,484 | 0,064 | 0,056 | 0,027 | 0          | 0,005 | 0,003 | 0,005 | 0,003 | 0     |
| Передняя Азия                          | 0,031 | 0,145 | 0,23  | 0,043 | 0,042 | 0,017 | 0,246      | 0,003 | 0     | 0,052 | 0,003 | 0,188 |
| Европа                                 | 0,03  | 0,094 | 0,013 | 0,252 | 0,194 | 0,001 | 0,115      | 0,022 | 0,01  | 0,191 | 0,005 | 0,073 |